# Salcedillo
Salcedillo (aragónul Salcediello) település Spanyolországban, Teruel tartományban. Salcedillo Allueva, Anadón, Segura de los Baños, Villanueva del Rebollar de la Sierra és Torrecilla del Rebollar községekkel határos. Lakosainak száma 13 fő (2024).

## Népesség
A település népessége az utóbbi években az alábbiak szerint változott:
| Lakosok száma | 7    | 8    | 12   | 10   | 10   | 10   | 17   | 14   | 11   | 13   |
|               | 2001 | 2004 | 2007 | 2009 | 2012 | 2014 | 2017 | 2019 | 2022 | 2024 |